# Cloropicrina
La cloropicrina è un composto organico, chiamato comunemente anche nitrocloroformio, con formula molecolare CCl3NO2. Può essere considerata il derivato completamente clorurato del nitrometano CH3NO2. A temperatura ambiente si presenta come un liquido leggermente oleoso, fortemente irritante, lacrimogeno e dall'odore intenso e sgradevole; il liquido è denso (d = 1,66 g/mL), è incolore se puro, con punto di ebollizione di 112 °C (con decomposizione). La molecola è notevolmente polare, μ = 1,86 D, praticamente il valore dell'acqua ma, nonostante questo, è molto poco solubile in essa (~2 g/L); si scioglie bene nei solventi organici: alcool, etere, metanolo, acetone, acido acetico, tetracloruro di carbonio, solfuro di carbonio, benzene.

## Sintesi
La cloropicrina venne preparata dal suo scopritore, il chimico scozzese John Stenhouse, facendo reagire l'acido picrico, da cui prese nome, con l'ipoclorito di sodio, secondo la reazione seguente:
HOC6H2(NO2)3 + 11 NaOCl  →  3 CCl3NO2 + 3 Na2CO3 + 3 NaOH + 2 NaCl
Una sintesi più semplice, utilizzata attualmente, prevede la clorurazione del nitrometano con un ipoclorito:
CH3NO2 + 3 NaOCl  →  CCl3NO2 + 3 NaOH
Un'altra consiste in una nitrazione del cloroformio:
CHCl3 + HNO3  →  CCl3NO2 + H2O

## Tossicità e impieghi
La tossicità della cloropicrina è maggiore rispetto al cloro ma minore rispetto al fosgene, gas nel quale si decompone per riscaldamento oltre il punto di ebollizione. Per questo la cloropicrina fu ampiamente adoperata per fini bellici durante la prima guerra mondiale. Attualmente trova impiego come fumigante in campo agricolo. In condizioni normali è un liquido relativamente stabile sintetizzabile per reazione di acido picrico con ipoclorito di calcio o tramite clorurazione del nitrometano. Per effetto della luce solare tende a subire fotolisi.
La cloropicrina rappresenta un composto appartenente al gruppo degli aggressivi chimici soffocanti e lacrimogeni. Possiede anche effetto emetico e, visto che a causa delle piccole dimensioni della molecola riesce a superare la barriera delle maschere antigas, viene spesso utilizzato in associazione con altre armi chimiche. L'inalazione di vapori di cloropicrina in concentrazioni superiori a 2 mg/litro di aria per 10 minuti è generalmente letale, provocando soffocamento per edema polmonare acuto.